# شینسنگومی
شینسنگومی (به ژاپنی: 新選組) به معنی «گروه تازه انتخاب‌شده»، یک گروه شبه نظامی و نیروی امنیتی ویژه بود که توسط شوگون‌سالاری توکوگاوا در پایان دوره ادو (باکوماتسو) از طریق استخدام سازماندهی شد و تا سال ۱۸۶۹ فعالیت داشت.
گشودگی اجباری اما مداوم ژاپن در دهه ۱۸۶۰، که با ورود دریادار آمریکایی متیو سی. پری آغاز شد، جنجال زیادی را در میان مردم ایجاد کرد. این امر باعث جنبش‌های نظامی مختلفی شد که ناآرامی‌های بزرگی را در کشور به راه انداختند. یک گروه برای گشودگی ژاپن و حفظ قدرت توسط شوگون‌سالاری توکوگاوا جنگیدند. گروهی دیگر خود را با شعار سوننو جوئی (به معنی احترام به امپراتور، اخراج بربرها /خارجیان) معرفی کردند و خواستار بازگرداندن قدرت از شوگون به امپراتور ژاپن شدند و بدین ترتیب با نفوذ غرب مخالفت کردند. شینسنگومی به ویژه در سرکوب اعضای جناح سوننو جوئی نقش داشت.
در ابتدا این گروه با نام روشیگومی، با رهبری هاچیرو کیوکاوا، به منظور محافظت از نمایندگان شوگون در سفر شوگون چهاردهم توکوگاوا ایه‌موچی به کیوتو ایجاد شد اما در واقع رهبر روشیگومی از طرفداران امپراتور بود و قبل از رسیدن شوگون چهاردهم نیت واقعی خود را برای حمایت از امپراتور اعلام کرد و همراه گروهی از روشیگومی‌ها به ادو بازگشت اما برخی دیگر از اعضای روشیگومی از جمله ایسامی کوندو که طرفدار شوگون‌سالاری بودند در کیوتو باقی ماندند و گروهی به نام میبو روشیگومی را تشکیل دادند. در ۱۸ اوت ۱۸۶۳، ماتسودایرا کاتاموری، رئیس گروه محافظان کیوتو دامنهٔ مأموریت میبو روشیگومی را از حفاظت از شوگون‌سالاری، به گشت‌زنی در خیابان‌های کیوتو و برقراری نظم در این شهر تغییر داد و نام آن را «شینسنگومی» گذاشت.
شینسنگومی در زمان تأسیس، دارای ۱۳ عضو اصلی بود و گفته می‌شود در اوج خود حدود ۳۰۰ عضو داشته است. نیروهای مخالفِ شینسنگومی، خاندان موری از قلمرو چوشو و خاندان شیمازو از قلمرو ساتسوما بودند. شینسنگومی یک سازمان نامنظم تحت سرپرستی قلمرو آیزو بود، اما در ژوئن ۱۸۶۷، به یک ارکان رسمی شوگون‌سالاری تبدیل شد. شینسنگومی ۵ اصل اصلی مشابه بوشیدو داشت و اگر هر عضوی از این قوانین پیروی نمی‌کرد، باید سپوکو (خودکشی آیینی) انجام می‌داد. در ۱۸ مه ۱۸۶۹، نیروهای شوگون‌سالاری سابق در طول جنگ بوشین تسلیم شدند و این سپاه عملاً منحل شد. در حالی که اکثر مردم تحت تأثیر شور و اشتیاق و روحیه گروهی شینسنگومی قرار گرفته‌اند، طبق گزارش‌ها، آنها از شکنجه استفاده کرده و تعدادی از افراد بی‌گناه را کشته‌اند. شینسنگومی، توسط نویسندگان تحسین‌شدهٔ تاریخ ژاپن و توسط نویسندگان سابق شینسنگومی سپاهیان. آنها همچنین به‌طور گسترده در رمان‌های متعدد، فیلم‌های تاریخی و اخیراً در کتاب‌های مصور و انیمیشن به تصویر کشیده شده‌اند و جنبهٔ رمانتیک به خود گرفته‌اند. مردم ژاپن نسبت به میراث شینسنگومی احساسات متفاوتی دارند.

## وضعیت زمانه
پس از نبرد سکیگاهارا، سرزمین‌های قلمروهای بازنده مصادره شد. این قلمروها، عمدتاً، قلمرو چوشو، قلمرو ساتسوما و قلمرو توسا بودند که قرن‌ها کینه خود را نسبت به شوگون‌سالاری توکوگاوا که پیروز شده بود، حفظ کردند. در دورانی که چهاردهمین شوگون از شوگون‌سالاری توکوگاوا، توکوگاوا ایه‌موچی در قدرت بود، ژاپن پس از ورود دریاسالار پری از آمریکا در سال ۱۸۵۳، تحت فشار بود تا درهای خود را به روی جهان بگشاید. شوگون نمی‌توانست خارجی‌ها را اخراج کند، رژیم او و در واقع ژاپن به‌طور کلی، فاقد ابزار نظامی برای انجام این کار بود.: ۱۲  در نتیجه، دولت شوگون‌سالاری مسیر خود را از سیاست انزواطلبانه قبلی تغییر داد و شروع به اجرای سیاست‌هایی برای گشودن کشور کرد. با این حال، در کیوتو، جایی که دربار امپراتوری مستقر بود، تهدید حملهٔ کشورهای خارجی به اندازه ادو آشکار نبود و دربار امپراتوری همچنان موضع جوئی (اخراج بربرها) را اتخاذ می‌کرد و به سیاست انزواطلبانه خود مبنی بر عدم اجازه ورود بیگانگان به کشور ادامه می‌داد؛ بنابراین، رابطه بین شوگون‌سالاری و دربار امپراتوری به دلیل تفاوت در دیدگاه‌هایشان در مورد دیپلماسی به تدریج رو به وخامت گذاشت. علاوه بر این، در سال ۱۸۵۸، ای نائوسوکه، عهدنامه دوستی و تجارت بین ایالات متحده آمریکا و ژاپن را امضا کرد که پیمانی نابرابر برای ژاپن بود که بدون کسب مجوز امپراتوری و در پاسخ به درخواست ایالات متحده منعقد شده بود. در حالی که دربار امپراتوری فشار خود را برای اخراج خارجی‌ها افزایش می‌داد، فشار خارجی برای باز کردن درهای ژاپن بر روی خارج نیز رو به افزایش بود.
در دوره پایانی ادو سه گروه زیر بازیگران اصلیِ حکومت ژاپن بودند:
1. جناح طرفداران شوگون‌سالاری توکوگاوا
2. جناح جنبش براندازی شوگون و حامیان قدرت گرفتن امپراتور، خاندان موری از قلمرو چوشو از حامیان این جناح بود.
3. جناح طرفدار رهبری مشترک دربار و شوگون‌سالاری یا میانه‌روها، ابتدا ارباب قلمرو ساتسوما، شیمازو هیسامیتسو از حامیان پرقدرت این جناح بود. بعداً، ساتسوما برای سرنگونی شوگون‌سالاری به چوشو پیوست.[۴]: ۱۲۵

در سال‌های ۱۸۶۰ تا ۱۸۶۳ ولایت‌های ژاپن با فعالیت تروریستی و انتقام‌جویانه مخالفان علیه خارجیان و مقام‌های شوگون سالاری در ادو پر آشوب بود. این افراد ناراضی خود را آماده کرده بودند تا شمشیر را در راه هدف به کار گیرند و ژاپنیان آنان را شیشی می‌خواندند. کارآمدترین این افراد برای تعلیم از ولایت‌های ژاپن به ادو فرستاده شده یا به خرج خود به ادو می‌آمدند تا در مدارس شمشیرزنی آموزش ببینند. همین افراد بودند که نائوسوکه ای مشاور ارشد شوگون را ترور کردند و بسیاری از خارجیان را به پای مرگ انداختند.

## روشیگومی
مقاله اصلی: روشیگومی
باز شدن اجباری ژاپن به غرب در سال ۱۸۵۴، که به آن نیاز داشت که ژاپن یا سواحل خود را برای تجارت باز کند یا با درگیری نظامی روبرو شود، بی‌ثباتی سیاسی داخلی را تشدید کرد. طرفداران سوننو جوئی (به معنی «احترام به امپراتور، اخراج بربرها») به ویژه طرفداران قلمرو چوشو) در کیوتو شروع به شورش کردند. از آنجا که قرار بود یک شوگون برای اولین بار پس از ۲۳۰ سال به کیوتو سفر کند، شوگون‌سالاری شمشیرزنان را با شعار «وفاداری و میهن‌پرستی» استخدام کرد.: ۳۶ 
مأموریت روشیگومی محافظت از توکوگاوا ایه‌موچی، چهاردهمین شوگون، در طی سفر به کیوتو بود که به منظور ملاقات با امپراتور کُومِی (۱۸۶۷–۱۸۴۶) و بحث و گفتگو در مورد اخراج خارجی‌ها و رهبری مشترک دربار و شوگون‌سالاری انجام می‌شد. ورود ایه‌موچی به کیوتو در روز ۲۲ آوریل بود.: ۱۷ 
گرچه بودجه روشیگومی توسط شوگون‌سالاری توکوگاوا تأمین می‌شد، اما رهبر آن هاچیرو کیوکاوا وفاداری شدیدی به امپراتور داشت. روشیگومی در ۲۳ فوریه ۱۸۶۳، وارد کیوتو شد. کیوکاوا که روشیگومی‌هایی را که به کیوتو رسیده بودند آنها را در معبد شینتوکو جمع کرد و برایشان سخنرانی کرد. او در مقابل همه اعلام کرد که هدف واقعی او خدمت به شوگون‌سالاری نیست، بلکه خدمت به امپراتور است.
در ۳ مارس، کیوکاوا موفق شد از دربار امپراتوری دستوری مبنی بر بازگشت روشیگومی به ادو و آماده شدن برای جنگ با کشورهای خارجی صادر کند. حدود ۲۳۰ نفر از اعضای روشیگومی شگفت‌زده شدند، اما بیشتر آنها تحت تأثیر فصاحت و بلاغت ماهرانه کیوکاوا قرار گرفتند و تصمیم گرفتند به ادو بازگردند. بازگشت نیروی اصلی به ادو در روز ۱۳ مارس انجام شد.
پس از بازگشت به ادو از آنجا که اهداف او در تضاد کامل با شوگون‌سالاری بود، در ۱۳ آوریل ۱۸۶۳، توسط شوگون‌سالاری ترور شد.

## شینچوگومی
پس از ترورهاچیرو کیوکاوا، رفقایش یکی پس از دیگری دستگیر شدند، بنابراین روشیگومی هدف خود را به عنوان یک سازمان از دست داد و شوگون‌سالاری آن را به عنوان شینچوگومی سازماندهی مجدد کرد. دفتر مرکزی آن در ادو بود و تاکاهاشی دیشو و یامائوکا تتسوتارو مسئول نظارت بر آن بودند. مأموریت شینچوگومی‌ها حفظ صلح در ادو بود. در ۱۵ فوریه ۱۸۶۸، شینچوگومی‌ها از وظایف خود در ادو برکنار شدند.

## تشکیل میبو روشیگومی
پس از بازگشت کیوکاوا به ادو، کسانی که طرفدار شوگون‌سالاری بودند و با اخراج خارجی‌ها مخالف بودند، از جمله ایسامی کوندو و حدود ۲۰ نفر دیگر گفتند که هنوز به هدف اصلی خود یعنی محافظت از شوگون نرسیده‌اند و تصمیم گرفتند روشیگومی را ترک کنند و در کیوتو باقی ماندند و میبو روشیگومی را تشکیل دادند.
حدود ۲۰ نفر ار گروه روشیگومی با آرمان یکسان محافظت از شوگون در کیوتو باقی ماندند. در ۱۰ مارس، آنها به ماتسودایرا کاتاموری، ارباب آیزو و شوگوشوکوی کیوتو (محافظ کیوتو) خدمت می‌کرد، مراجعه کردند و اجازه ماندن در کیوتو را خواستند. دو روز بعد یعنی ۱۲ مارس، درخواست آنها پذیرفته شد و به ۱۳ عضو از جناح‌های کوندو و سریزاوا، جایگاه قانونی و بودجه برای حفظ نظم در کیوتو داده شد. بنابر این تاریخ رسمی تشکیل میتو روشیگومی ۱۲ مارس ۱۸۶۳ در نظر گرفته می‌شود.
ابتدا این گروه به سه جناح تقسیم شد که به زودی جناح تونوئوچی یوشیئو پس از ترور او در ۱۲ مه ۱۸۶۳، منحل شدند. بعد از آن، گروه باقیمانده به دو جناح تقسیم شد که به ترتیب حول دو محور سریزاوا و کوندو جمع شدند. از سیزده عضو اصلی، هشت نفر به جناح کوندو و پنج نفر به جناح سریزاوا تعلق داشتند.: ۳۳  حداکثر تعداد شینسنگومی‌ها به حدود ۳۰۰ نفر رسید.
این دو گروه به دلیل ایجاد پادگان‌هایی در روستای میبو و فعالیت در آنها، به عنوان «میبو روشیگومی» شناخته شدند. آنها هرچند آرمانی مشترک داشتند اما کسانی که از یک مکان به کیوتو آمده بودند، بیشتر احساس دوستی نزدیک داشتند و حتی در داخل روستای میبو، آنها به جناح سریزاوا و جناح کوندو تقسیم شده بودند و پادگان‌های آنها نیز به دو مکان تقسیم شده بود، جناح سریزاوا در اقامتگاه یاگی در روستای میبو و جناح کوندو در اقامتگاه مائه‌کاوا سکونت داشتند.

### فرماندهان
شینسنگومی در ابتدا سه فرمانده داشت. در کنار کوندو و سریزاوا، متحد نزدیک سریزاوا به نام نی‌ایمی نیشیکی قرار داشت. اما نی‌ایمی یک فرمانده اسمی بود نه واقعی. نقش توشیزو هیجیکاتا، یکی از دو معاون فرمانده شینسنگومی، که طبیعت جنگجوی او لقب «فرمانده اهریمنی» را برایش به ارمغان آورد، در تاریخ ژاپن بسیار مهم‌تر بود.: ۲۵ 
فرماندهی ۱۳ نفرهٔ شینسنگومی در سال ۱۸۶۳:
فرماندهان
1. کامو سریزاوا جناح سریزاوا (گروه میتو)
2. ایسامی کوندو جناح کوندو (گروه شیئیکان)
3. نی‌ایمی نیشیکی جناح سریزاوا

معاونان فرمانده
1. کیسوکه یامانامی جناح سریزاوا
2. توشیزو هیجیکاتا جناح کوندو

دستیار معاون فرمانده
1. سوجی اوکیتا
2. شینپاچی ناگاکورا
3. سانئوسوکه هارادا
4. هیسوکه تودو
5. هاجیمه سایتو
6. گنزابورو اینواوئه
7. چوجی ماتسوبارا
8. سانجورو تانی[۴]: ۱۰۹

## تشکیل شینسنگومی

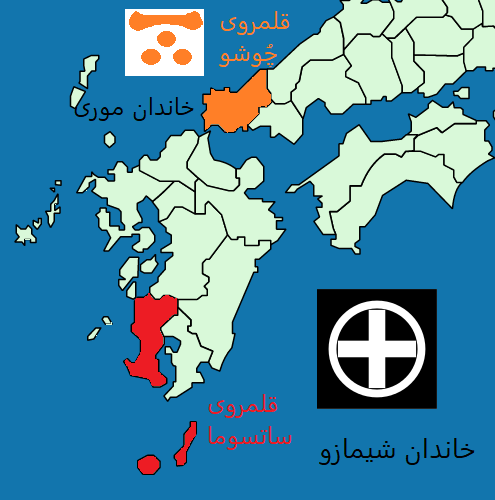
نقشه قلمرو ساتسوما (قرمز) در جنوب ژاپن و قلمرو چُوشو (نارنجی)، در دوره ادو ارباب قلمرو ساتسوما خاندان شیمازو و ارباب قلمرو چُوشو خاندان موری بود. قلمرو ساتسوما و قلمرو چوشو هر دو جزو قلمروهای پرقدرت (یوهان) در دوره باکوماتسو بودند.

در ۳۰ سپتامبر ۱۸۶۳، ماتسودایرا کاتاموری، وظیفهٔ برقراری نظم در کیوتو را به میبو روشیگومی سپرد و نام آن را به «شینسنگومی» تغییر داد.

### آغاز پاکسازی‌ها
نزاع داخلی به زودی در درون گروه ایجاد شد، تونوئوچی یوشیئو توسط ایسامی کوندو در پل شیجو ترور شد، سریزاوا کامو به ایه‌ساتو تسوگوئو عضو جناح تونوئوچی یوشیئو، دستور داد که به دلیل فرار هاراکیری مرتکب شود. گفته می‌شود سریزاوا که از یک خانواده سامورایی ثروتمند بود، مردی فاسد و خودبزرگ‌بین بود، در حالی که کوندو از یک خانواده دهقانی آمده بود. سرانجام رفتارهای نابسامان و اخلالگرانه سریزاوا در کیوتو منجر به این شد که کاتاموری ماتسودایرا، به شینسنگومی دستور ترور سریزاوا و گروهش را بدهد. در ۳۰ اکتبر (یا ۲۸ اکتبر) ۱۸۶۳، چند نفر از اعضای منتخب شینسنگومی به رهبری هیجیکاتا وارد اقامتگاه یاگی شدند و سریزاوا، معشوقه‌اش و هیرایاما گورو را ترور کردند.: ۵۸ 

## عملیات

### کودتای بونکیو
در ۳۰ سپتامبر ۱۸۶۳، به دستور امپراتور کومی، خاندان‌های ساتسوما و آیزو، طرفداران تندروی قلمرو چوشو که در حال انجام توطئه برای سرنگونی شوگون‌سالاری بودند را در طی کودتای بونکیو از کیوتو راندند و قدرت واقعی در کیوتو را به دست گرفتند.: ۸۰  در آن زمان امپراتور سرنگونی شوگون‌سالاری را تأیید نکرد و ماتسودایرا کاتاموری، شوگوشوکوی کیوتو، پیامی مخفی از امپراتور دریافت کرد که پس از آن او با ساتسوما، که با چوشو اختلاف داشت، متحد شد و طرفداران قلمرو چوشو را از ورود به کاخ امپراتوری منع کرد. چوشو پس از آن از وظایف خود به عنوان نگهبان کاخ امپراتوری برکنار شد. نُه دروازه اطراف کاخ امپراتوری توسط هر قلمرو فئودالی محافظت می‌شد و در این روز، قلمرو آیزو درخواست کرد که میبو روشیگومی در این دروازه‌ها مستقر شوند و از ورود طرفداران چوشو جلوگیری کنند. این اولین درگیری رسمی برای این گروه بود که هنوز «میبو روشیگومی» نامیده می‌شدند و رویداد مهمی بود که پس از موفقیت، در همان روز نام خود «شینسنگومی» را به عنوان پاداش دریافت کردند.

### حادثه ایکه‌دایا
یکسال بعد در ۵ ژوئن ۱۸۶۴، شینسنگومی، «کیمون ماسویا،» تاجری را که به طرز مشکوکی رفتار می‌کرد، دستگیر کرد. وقتی توشیزو هیجیکاتا، معاون فرمانده، او را در انبار اردوگاه شینسنگومی شکنجه کرد، او اعتراف کرد که نام واقعی‌اش شونتارو فوروتاکا است که و بنا به گفته شینسنگومی اعترافاتی کرد که منجر به حادثه ایکه‌دایا شد.
در ۸ ژوئیه ۱۸۶۴، در حادثه ایکه‌دایا در کیوتو، شینسنگومی گروهی را متشکل از بیست انقلابی قلمرو چوشو را سرکوب کرد و بنا بر ادعای این گروه مانع از آتش زدن کیوتو شد.
در حادثه ایکِه‌دایا که در ۵ ژوئن ۱۸۶۴ رخ داد، شینسنگومی بسیاری از عناصر ضد شوگون‌سالاری، متشکل از بیست انقلابی قلمرو چوشو را دستگیر کرد یا کشت. نقش شینسنگومی بسیار مهم بود، زیرا میهن‌پرستان ضد شوگون‌سالاری نقشه کشیده بودند تا کاخ امپراتوری را به آتش بکشند، شاهزاده ناکاگاوا را که از اتحاد دربار امپراتوری و شوگون‌سالاری حمایت می‌کرد، را بکشند و از این آشفتگی برای ربودن امپراتور به قلمرو چوشو سوءاستفاده کنند. در نتیجه این حمله، نام شینسنگومی به‌طور گسترده شناخته شد و منجر به ثبت نام بیشتر سربازان در این دسته شد. در حالی که جناح سوننو جوئی بسیاری از میهن پرستان برجستهٔ خود، عمدتاً از چوشو و قلمرو توسا، از جمله یوشیدا توشیمارو را، از دست داد. از آن به بعد، شینسنگومی به بزرگ‌ترین تهدید برای جناح سوننو-جوی تبدیل شد.

### شورش دروازه ممنوعه

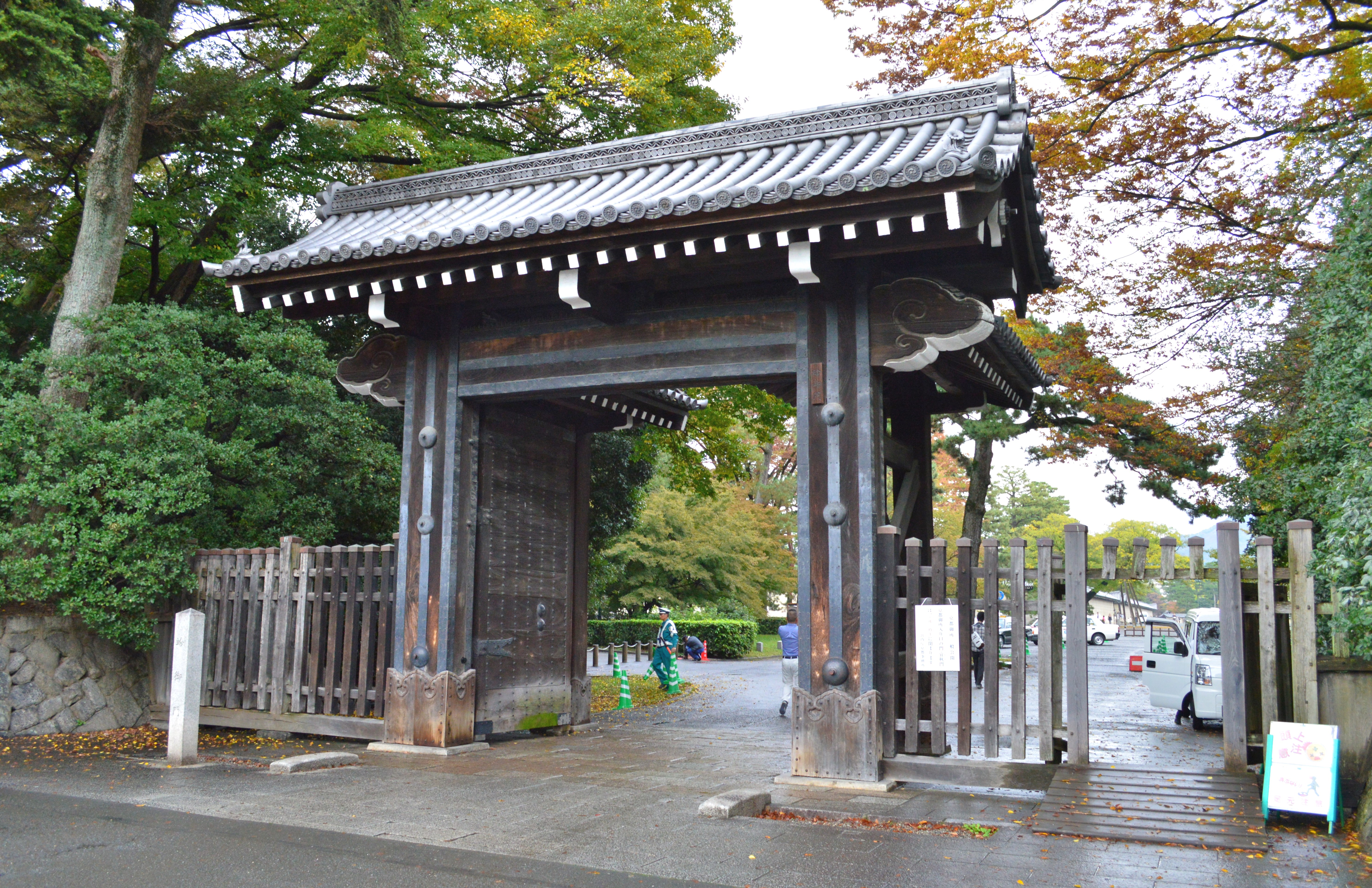
هاماگوری گومون (دروازه هاماگوری) در کاخ امپراتوری کیوتو که حادثه کینمون (شورش دروازه ممنوعه) از نزدیکی آن آغاز شد.

ماه بعد در ۲۰ اوت ۱۸۶۴، چوشو که مسبب اصلی کشته شدن طرفداران خود در حادثه ایکه‌دایا را ماتسودایرا کاتاموری — حامی شینسنگومی — می‌دانست، پس از تلاشی ناموفق برای جلب نظر دربار امپراتوری، به سوی دشمنان خود در نزدیکی کاخ امپراتوری کیوتو آتش گشود. آنها مسلح به شمشیر، نیزه و تفنگ بودند و به اهالی قلمرو آیزو و قلمرو کووانا در یکی از نه دروازه کاخ امپراتوری، حمله کردند. مردان چوشو به شدت جنگیدند و برای مدتی به نظر می‌رسند که در این نبرد پیروز خواهند شد اما پس از مدتی قلمرو ساتسوما با توپ به حمله به آنها پیوست و به سوی جناح چوشو آتش گشود. در این نبرد شینسنگومی‌ها نیز برای دفاع از کیوتو به کمک آمدند. پیش از پایان روز، هر چهار لشکر چوشو در نبرد شکست خوردند و شورشیان که بار دیگر مجبور به عقب‌نشینی شدند و به چوشو بازگشتند. چوشو پس از این حمله به دلیل تیراندازی به کاخ، به عنوان دشمن دربار ژاپن اعلام شد.: ۹۰ 
این اولین جنگ شهری بین قلمروهای ژاپن پس از دو قرن و نیم و محاصره اوساکا بود. باعث آتش‌سوزی بزرگ دوندون یاکه شد، که در آن ۲۸٬۰۰۰ خانه، که تخمین زده می‌شود نیمی از کل خانه‌های کیوتو باشد، در آتش سوختند. شینسنگومی همچنین در پاکسازی نیروهای شوگون‌سالاری شرکت کرد و یاسواومی ماکی، سامورایی قدرتمند ضد خارجی و روحانی قلمرو کورومه و گروهش را که در کوه تننو در نزدیکی کیوتو سنگر گرفته بودند، محاصره کرد و او و ۱۶ نفری که همراهش بودند را مجبور به خودکشی کرد.

## اردوکشی به چوشو
با توجه به اینکه گلوله به سمت کاخ امپراتوری شلیک شده بودند قلمرو چوشو به عنوان دشمن دربار ژاپن تعیین شد که منجر به اولین اردوکشی چوشو شد. علاوه بر این، قلمرو چوشو در حمله ناوگانی متشکل از چهار کشور بریتانیای کبیر، فرانسه، هلند و ایالات متحده، که در تلافی جنبش ضد خارجی سال قبل صورت گرفت، متحمل خسارات سنگینی شد و در مقطعی، نیروهای وفادار به شوگون‌سالاری کنترل را به دست گرفتند و موجودیت قلمرو چوشو را در معرض خطر قرار دادند. در نتیجه این وقایع، قلمرو چوشو متوجه شد که اخراج اجباری بیگانگان غیرممکن است و ایده اخراج بیگانگان کم‌کم کنار گذاشته شد.
بین پایان اولین لشکرکشی چوشو و آغاز دومین اردوکشی چوشو، مذاکراتی در هیروشیما بین شوگون‌سالاری که می‌خواست مجازات بیشتری اعمال کند و قلمرو چوشو که می‌خواست برای آماده‌سازی نیروهای نظامی خود زمان بخرد، در جریان بود. فرمانده شینسنگومی، ایسامی کوندو به همراه اعضای شینسنگومی از هیروشیما بازدید کرد. او مقام سرپرستی موقت شینسنگومی را در این هنگام به توشیزو هیجیکاتا سپرده بود. به آنها اجاز ورود به قلمرو چوشو داد نشد و از هیروشیما به ادو بازگشتند و اطلاعاتی را که در مورد چوشو در هیروشیما جمع‌آوری کرده بود، به یکی از مقام‌های آیزو گزارش دادند. در این گزارش، آمده بود «نماینده قلمرو چوشو رفتاری محتاطانه و مطیع دارد، اما در خفا برای نبرد آماده می‌شود. از سوی دیگر، ارتش اعزامی شوگون‌سالاری روحیه خوبی ندارد و در صورت جنگیدن احتمالاً شکست خواهد خورد» و «نباید قلمرو چوشو را شدیدتر از این سرکوب کرد.» سال بعد بار دیگر فرمانده شینسنگومی به منظور جمع‌آوری اطلاعات از چوشو به هیروشیما بازگشت.
پس از لشکرکشی اول، افرادی از چوشو مانند کیدو تاکایوشی به بریتانیا نزدیک شدند و در تلاش برای فاصله گرفتن از سبک مبارزه سنتی ژاپنی مبتنی بر شمشیر، شروع به گسترش و نوسازی تجهیزات نظامی کردند. پس از آن، شوگون‌سالاری دوباره به چوشو حمله کرد اما بار دوم نیروهای شوگون‌سالاری شکست خوردند. این شکست نشان داد که قدرت نظامی شوگون‌سالاری در واقع تهدید مهمی نیست و شوگون‌سالاری توانایی دخالت در قلمروهای ساتسوما و چوشو را ندارد، که در نهایت منجر به جنبشی تمام‌عیار برای سرنگونی شوگون‌سالاری و سقوط شوگون‌سالاری ادو شد.
ریوما ساکاموتو (ترور ۱۰ دسامبر ۱۸۶۷–۱۸۳۶)، از طریق میانجیگری، رهبران نظامی ساتسوما تاکاموری سایگو و اوکوبو توشیمیچی و از طرف دیگر کیدو تاکایوشی از قلمرو چوشو را گرد هم آورد و توانست با تلاش خود در ۷ مارس سال ۱۸۶۶ توافق‌نامه اتحاد ساتچو (اتحاد ساتسوما و چوشو) را در کیوتو به امضا برساند. اگرچه این دو قلمرو به‌طور سنتی دشمنانِ سرسختِ یکدیگر بودند، رهبران آن‌ها موافقت کردند که زمان مناسب برای تغییر فرارسیده و پذیرفتند که در صورت حمله از طرف دیگران به یکدیگر کمک کنند.: ۱۰۲ 
در ۲۵ دسامبر ۱۸۶۶، امپراتور کومی در سن ۳۶ سالگی درگذشت. گفته می‌شود که علت آن از همه‌گیری آبله بوده است یا اینکه امپراتور کومی به دلیل حمایت از اتحاد دربار امپراتوری و شوگون‌سالاری توسط نیروهای ضد شوگون‌سالاری ترور شده است. در هر صورت، مرگ ناگهانی امپراتور کومی، که طرفدار اخراج بیگانگان بود اما هیچ قصدی برای سرنگونی شوگون‌سالاری نشان نداد و در عوض وجود آن را به رسمیت شناخت، شوگون‌سالاری ادو را به سمت زوال سوق داد.

## پس از پایان دوره شوگون‌سالاری
پس از مرگ شوگون چهاردهم در سال ۱۸۶۶ در سن ۲۰ سالگی، توکوگاوا یوشینوبو به عنوان پانزدهمین شوگون انتخاب شد. او با کمک فرانسه تلاش کرد تا شوگون‌سالاری را بازسازی کند. در همین حال، خاندان‌های ساتسوما و چوشو با تشکیل اتحاد، با جدیت تبرای سرنگونی شوگون‌سالاری تلاش می‌کردند. در ۱۳ فوریه سال ۱۸۶۷، امپراتور جدید امپراتور میجی به عنوان صد و بیست و دومین امپراتور، در سن ۱۴ سالگی به تخت سلطنت نشست. سامورایی‌های قلمرو توسا از جمله ریوما ساکاموتو، که می‌خواستند با متحد کردن ارتش شوگون‌سالاری و دربار امپراتوری، موضع بی‌طرفی خود را حفظ کنند، از یودو یامائوچی، ارباب قلمرو توسا، به عنوان واسطه استفاده کردند تا شوگون‌سالاری را ترغیب کنند تا قدرت سیاسی شوگون را به امپراتور بازگرداند. توکوگاوا یوشینوبو، که از سرنگونی نظامی شوگون‌سالاری توسط اتحاد ساتسوما-چوشو و تهاجم خارجی بیم داشت، اقدام قاطعی انجام داد و این پیشنهاد را در ماه در نوامبر سال ۱۸۶۷ پذیرفت. این پایان حکومت سامورایی‌ها بود که از زمان شوگون‌سالاری کاماکورا حدود ۸۰۰ سال ادامه داشت و قدرت سیاسی واقعی به امپراتور بازگردانده شد.
انگیزه پنهانی او در پشت تصمیم خبرای بازگرداندن قدرت به امپراتور این بود که به این طریق می‌توانست باقی ماندن در صحنه قدرت سیاسی و مالکیت زمین‌های توکوگاوا را حفظ کند و در عین حال از درگیری مسلحانه با خاندان‌های ساتسوما و چوشو اجتناب ورزد اما جناح ضد شوگون‌سالاری در دسامبر سال ۱۸۶۷ کودتایی تحت عنوان احیای حکومت امپراتوری ترتیب داد و خواستار لغو کامل شوگون‌سالاری ادو و بازگرداندن تمام عناوین و زمین‌های خاندان توکوگاوا شد. خانواده توکوگاوا نمی‌توانست در پاسخ سکوت کند. دو طرف در مسیر جنگ بوشین پیش رفتند.
روند زمانه بر شینسنگومی نیز تأثیر گذاشت. در آوریل همان سال، کاشیتارو ایتو که آرمان‌های قوی طرفدار امپراتوری داشت، شینسنگومی را ترک کرد تا گروه گوریو اجی (نگهبانان مقبره) را برای محافظت از مقبره امپراتور کومی (قبر امپراتور فقید کومی) تشکیل دهد. او بعداً توسط کوندو، هیجیکاتا و دیگران ترور شد. کوندو، هیجیکاتا و دیگران نیز با ایتو در مورد اخراج خارجی‌ها موافق بودند، اما آنها گروهی بودند که صرفاً برای محافظت از شوگون‌سالاری توکوگاوا می‌جنگیدند و با ایتو و دیگران که طرفدار امپراتوری بودند، متفاوت بودند.

### جنگ بوشین

نقشه جنگ بوشین

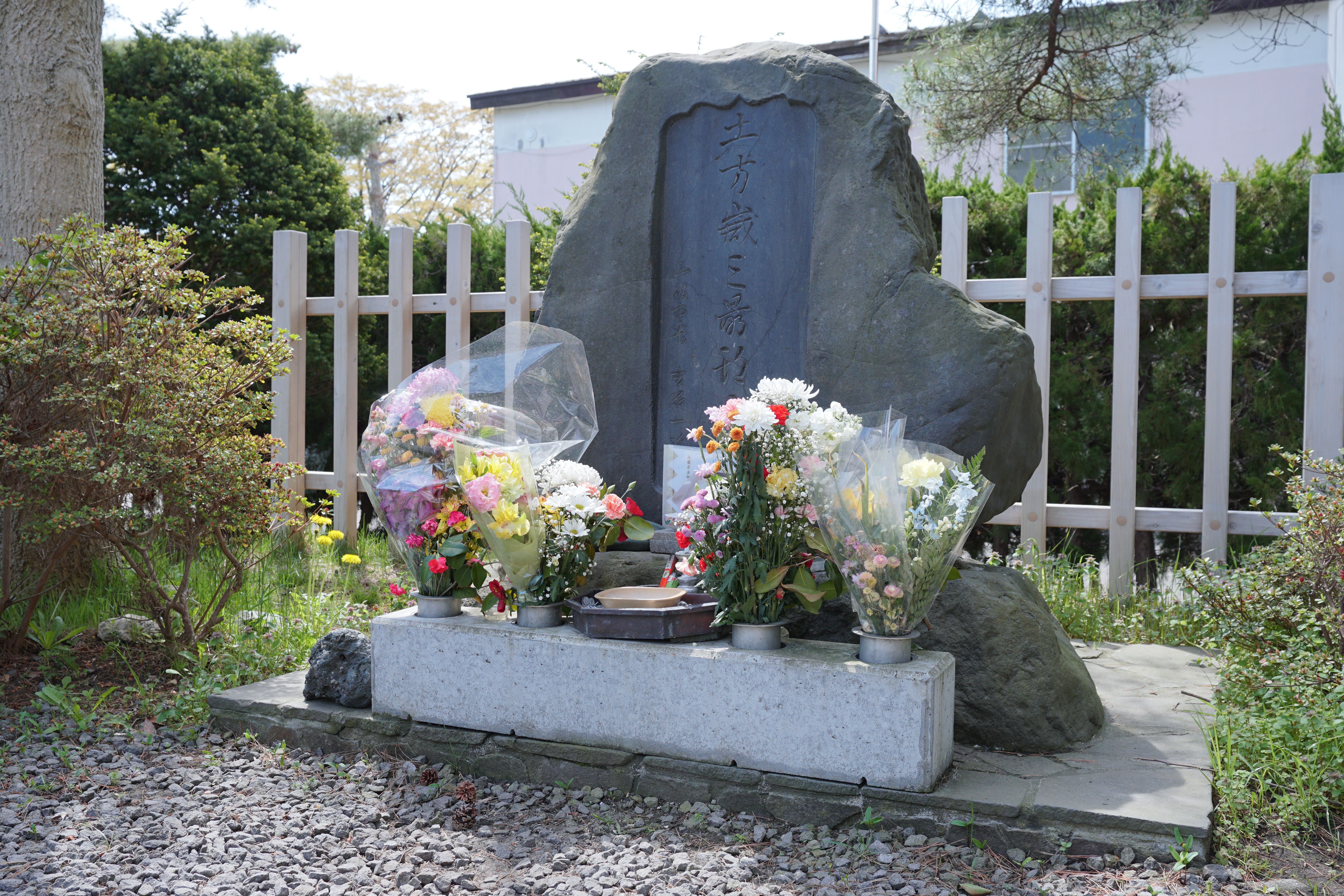
قبر توشیزو هیجیکاتا در هاکوداته

هنگامی که آخرین شوگون، توکوگاوا یوشینوبو از کیوتو عقب‌نشینی کرد. شینسنگومی در این زمان نیز به شوگون سالاری وفادار ماندند و از کیوتو خارج شدند. در پایان سال در فوشیمی، کوندو توسط یکی از بقایای گروه گوریو اجی مورد اصابت گلوله قرار گرفت و به شدت مجروح شد.
شینسنگومی پس از عزیمت از کیوتو، در ژانویه ۱۸۶۸ در نخستین نبرد از جنگ بوشین به نام نبرد توبا-فوشیمی جنگید، وفاداران به امپراتور سلاح‌های مدرن‌تری داشتند و در مقابل نیروهای شوگون که در ۲۷ و ۲۸ ژانویه با یکدیگر ارتش امپراتوری به راحتی پیروز شد، زیرا گفته می‌شود که وفاداران به شوگون نمی‌خواستند به طرف مقابل که پرچم امپراتوری را حمل می‌کرد، شلیک کنند. پس از این شکست در این نبرد بسیاری از اعضای شینسنگومی گروه را ترک کردند.
پس از شکست در نبرد توبا-فوشیمی، شینسنگومی‌ها به دنبال شوگون پانزدهم توکوگاوا یوشینوبو و کاتاموری ماتسودایرا که پیش از این با قایق به ادو سفر کرده بودند، به ادو بازگشتند. توکوگاوا یوشینوبو پس از بازگشت به ادو در بازداشت خانگی قرار گرفت. نظریه‌های مختلفی در مورد دلیل بازگشت او به ادو و کنار کشیدن او از جنگ بوشین وجود دارد، از جمله اینکه او به امپراتور وفادار بود و مایل به تبدیل شدن به دشمن دربار امپراتوری نبود. با این حال کسانی در سمت شوگون‌سالاری سابق نیز بودند که خواستار ادامه مبارزه بودند.
در ۱ مارس ۱۸۶۸، شینسنگومی خود را به کویو چینبوتای تغییر نام داد و در مکان‌های مختلف جنگید. ایسامی کوندو توسط ارتش امپراتوری دستگیر و متعاقباً در آوریل ۱۸۶۸ اعدام شد.: ۱۱۰ 
کاتاموری ماتسودایرا، ارباب قلمرو آیزو و حامی شینسنگومی پس از نخستین شکست تمایل به تسلیم را نشان داد با این وجود در سال ۱۸۶۸ (اولین سال از دوره میجی)، دولت جدید جنگ آیزو را در استان فوکوشیمای امروزی آغاز کرد تا کاتاموری ماتسودایرا که «نفر دوم» ارتش سابق شوگون‌سالاری محسوب می‌شد، شکست دهد. اگرچه شینسنگومی به رهبری هیجیکاتا توشیزو شجاعانه جنگید، ماتسودایرا در این نبرد شکست خورد. دولت جدید تصمیم گرفت که املاک شوگون‌سالاری سابق را در ولایت سوروگا و ولایت توتومی کاهش دهد. پس از آن حمایت از تقریباً ۸۰٬۰۰۰ ملازم شوگون‌سالاری دشوار شد، بنابراین انوموتو تاکه‌آکی، از ملازمان سابق شوگون‌سالاری و معاون دریاسالار نیروی دریایی، نقشه‌ای برای جابجایی ملازمان سابق شوگون‌سالاری به منطقه توهوکو در شمال ژاپن کشید.
انوموتو امیدوار بود که کشوری مستقل تحت حکومت خاندان توکوگاوا در هوکایدو ایجاد کند ، اما دولت میجی از پذیرش تجزیه ژاپن خودداری کرد. در ۲۷ ژانویه ۱۸۶۹، وفاداران به توکوگاوا تأسیس جمهوری ازو را اعلام کردند و انوموتو را به عنوان  رئیس‌جمهور آن انتخاب کردند. هیجیکاتا نیز با انوموتو تاکه‌آکی متحد شد و با او به هوکایدو گریخت.
در سال ۱۸۶۹ (سال دوم میجی)، نبرد نهایی بین نیروهای دولتی جدید و نیروهای شوگون‌سالاری سابق، یعنی نبرد هاکوداته، آغاز شد. نیروهای سابق شوگون‌سالاری به رهبری هیجیکاتا توشیزو در گوریوکاکو سنگر گرفتند، اما نیروهای دولتی جدید به هاکوداته حمله کردند و نیروهای سابق شوگون‌سالاری سرانجام سقوط کردند. هیجیکاتا در ۱۱ مه ۱۸۶۹ هنگام دفاع از جمهوری ازو در برابر نیروهای طرفدار امپراتوری در سن ۳۵ سالگی کشته شد. پس از کشته شدن توشیزو هیجیکاتا در نبرد، تاکه‌آکی انوموتو تسلیم شد. با پایان نبرد هاکوداته، جنگ بوشین، نیز به پایان رسید.
به‌طور کلی، مرگ توشیزو هیجیکاتا پایان شینسنگومی را رقم زد. با این حال، تعداد اندکی از اعضا، مانند ناگاکورا شینپاچی که به دلیل اختلافات ایدئولوژیک، گروه را ترک کرد و سازمان جدیدی تشکیل داد و سایتو هاجیمه که او نیز گروه را ترک کرده بود، پس از نابودی شینسنگومی جان سالم به در بردند.

## قوانین شینسنگومی
شایان ذکر است که شینسنگومی اولین گروه سامورایی بود که مردانی را که به طبقه سامورایی تعلق نداشتند، پذیرفت. این امر پیوستن بازرگانان و کشاورزان (مانند معاون فرمانده هیجیکاتا) را ممکن ساخت. این امر غیرمعمول است، زیرا ژاپن دارای یک سیستم طبقاتی بود که در آن فقط طبقه سامورایی مجاز به حمل سلاح بود. بسیاری به منظور سامورایی شدن یا ایجاد تأثیر سیاسی به شینسنگومی پیوستند. روند گزینش افراد به این صورت بود قبل از اینکه یک نامزد به عنوان «سپاه منظم» پذیرفته شود، باید شایستگی خود را ثابت کند و درجه ای از شجاعت، روحیه رزمی، تکنیک مبارزه و مناسب برای کشتن را نشان دهد. آزمایش شجاعت داوطلب توسط به کار بردن شمشیرهای واقعی، می‌شد. یکی از روش‌های آزمون ورودی این بود که از داوطلب خواسته می‌شد به عنوان کایشاکونین — مسئول قطع کردن سر در سپوکو — کمک کند. اگر کسی توان انجام چنین کاری را نداشت معمولاً در آزمون رد می‌شد اما ممکن بود آزمونی دیگری را انجام دهد و او خواسته شود که شایستگی خود را از طریق یک نبرد واقعی در خیابان‌ها ثابت کند. اگر مهارت، شجاعت و مناسب برای کشتن را در نبرد واقعی نشان می‌داد، به یک عضو منظم تبدیل می‌شد.: ۶۶ 

### یونیفرم
اعضای شینسنگومی به دلیل یونیفرم‌هایشان که با یونیفرم‌های مرسوم بسیار متفاوت بود، در نبرد به راحتی قابل تشخیص بودند. فرمانده کامو سریزاوا دستور داد که یونیفرم استاندارد شامل کیمونو باشد که روی آن هائوری (ژاکت) و هاکاما (شلوار) پوشیده می‌شد. علاوه بر این، یک روبان سفید (تاسوکی) به صورت ضربدری روی سینه بسته شده و در پشت گره زده می‌شد. رنگ آبی مایل به سبز و حاشیه‌های دندانه دار سفید روی لبه هائوری به ویژه چشمگیر بودند.
در سنت ژاپن سپوکو نجیب‌ترین روش مرگ یک سامورایی است و رنگ آبی مایل به سبز، رنگ لباسی بود که سامورایی‌ها به‌طور سنتی هنگام ارتکاب سپوکو می‌پوشیدند. گفته می‌شود که شینسنگومی این رنگ را برگزید تا به سربازانش یادآوری کند که برای رسیدن به شرافت تا پای جان بجنگند.
دلیل انتخاب چنین یونیفرمی شباهت آن به یونیفرم ۴۷ رونین بود و شینسنگومی‌ها به سامورایی‌های آکو روشی، که مظهر ملازمان وفادار بودند، احترام می‌گذاشتند و از آنجایی که آنها از همان نوع رونین‌ها بودند، از طرح هائوری که آکو روشی‌ها هنگام حمله می‌پوشیدند، استفاده می‌کردند و گفته می‌شود که آنها رنگ و طرح آبی روشن را انتخاب کردند که رنگ لباس مرگ سامورایی است تا نشان دهنده آمادگی آنها برای مرگ در هر زمانی باشد.

### قانون
به‌طور کلی اعتقاد بر این است که قانون شینسنگومی توسط کامو سریزاوا یا ایسامی کوندو نوشته شده است، اما به احتمال زیاد توشیزو هیجیکاتا مسئول آن بوده است، زیرا آنها بیشتر از سایر رهبران به ماهیت سختگیرانه او شباهت داشتند.
این قانون شامل پنج ماده است که موارد زیر را ممنوع می‌کند:
1. انحراف از اصول سامورایی (بوشیدو)
2. ترک شینسنگومی
3. کسب درآمد از جای دیگر
4. دخالت در اختلافات دیگران
5. شرکت خصوصی در هر نوع دعوا

مجازات نقض قوانین سپوکو بود. علاوه بر این، شینسنگومی این قوانین را داشت:
1. اگر رهبر یک واحد به شدت زخمی شود، همه اعضای واحد باید تا آخرین نفس بجنگند و بمیرند.
2. حتی در نبردی با تلفات بالا، اجساد کشته‌شدگان، به جز اجساد رهبر، قابل بازیابی نیستند.
3. اگر یکی از اعضای شینسنگومی در نبرد با یک غریبه نتواند دشمن را بکشد و در نتیجه به دشمن اجازه فرار دهد، باید سپوکو انجام دهد، حتی اگر به شدت مجروح شده باشد. فرقی نمی‌کند که سرباز در حال انجام وظیفه بوده باشد یا خیر.

## در فرهنگ عامه
شینسنگومی به‌طور متناوب به عنوان شکارچیان رونین، گروه گرگ‌ها، گروه قاتلان، اراذل و اوباش، دستهٔ آدمکش‌ها و در نهایت مخوف‌ترین نیروی امنیتی در تاریخ ژاپن شناخته می‌شدند.: ۲۵  آنها در زمان خود پایین‌تر از گروه گشت‌زنی کیوتو — نیروی انتظامی منظم ویژه کیوتو — قرار داشت. از دیدگاه میهن‌پرستان دوران احیای میجی آنها صرفاً یک سازمان سطح پایین ارتش شورشی بودند و از نظر تاریخی، جایگاه مهمی ندارند.: ۲  در طول دوره‌های میجی (۱۸۶۸–۱۹۱۲) و تایشو (۱۹۱۲–۱۹۲۶)، شینسنگومی‌ها عموماً نامحبوب بودند. در آن زمان، ژاپنی‌ها احیای میجی را یک دستاورد بزرگ می‌دانستند و سیستم فعلی را که حول محور قلمرو ساتسوما و چوشو متمرکز بود، عادلانه می‌دانستند؛ بنابراین، شینسنگومی‌ها به عنوان گروهی نادان که در برابر احیای میجی مقاومت می‌کردند، تلقی می‌شدند. با این وجود، شینسنگومی‌ها خود را شیشی — شخصی با هدف والا که جان خود را برای ملت یا جامعه به خطر می‌اندازد — می‌نامیدند.: ۸  آنها به دلیل پایبندی دقیق به روش‌ها و قانون‌های تعیین‌شده توسط مکتبشان دارای زیبایی‌سَبک هستند و تا به امروز نیز جذابیت وفاداری و ایثار خود در راه آن آنها باقی مانده است.: ۲ 
تصویر اولیه شینسنگومی به عنوان دشمن میهن‌پرستان دوران احیای میجی، به گفته منتقد ادبی ناواتا کازوئو، از سال ۱۹۲۴ میلادی، اولین بار توسط در رمان شینسنگومی نوشتهٔ شیرای کیوجی شروع به تغییر کرد. پس از آن در بحبوحه شصتمین سالگرد جنگ بوشین، سه‌گانه شینسنگومی (۱۹۳۱-۱۹۲۹-۱۹۲۸) اثر کان شیموزاوا بر اساس مصاحبه‌های کامل با بازماندگان آنها مواد تاریخی آن فراهم شد و با مهارت با داستان آمیخته شد تا فعالیت‌های شینسنگومی را به‌طور زنده بازآفرینی کند. شیموزاوا با هنر داستان‌سرایی خود که واقعیت و خیال را در هم می‌آمیزد و به دنبال جلب همدردی خواننده است، اساس تصویر شینسنگومی را در آن زمان ایجاد کرد. این کتاب گزارشی اجمالی از وجود تاریخی شینسنگومی است. این سه‌گانه قلب مردم عادی را که پس از زلزله بزرگ کانتو تشنهٔ سرگرمی بودند، تسخیر کرد. یکی از ویژگی‌های آن این است که مصاحبه‌های کاملی با افراد درگیر در این حادثه در این اثر منعکس شده است. شیموزاوا از تاریخ رسمی که توسط جبههٔ مقابل با شینسنگومی نوشته شده، کینه دارد. می‌توان گفت که این کتاب ادبیات مرثیه است. احیای انسانیت جناح طرفدار شوگون‌سالاری، هویت فرزندان آنها را نیز احیا می‌کند. این نشان‌دهندهٔ باور شیموزاوا به این است که ظلم و بی‌رحمی تاریخ در کسانی که شکست می‌خورند، آشکارتر خود را نشان می‌دهد.
در سال‌های اخیر از طریق رمان‌های نویسندگانی مانند کان شیموزاوا و ریوتارو شیبا و همچنین درام‌های تلویزیونی، فیلم‌ها، انیمه‌ها و مانگاهای ساخته شده بر اساس آنها، محبوبیت پید کردند. تاتسویا یامامورا نویسنده کتاب‌های تاریخی بیان می‌کند که «امروزه بسیاری از مردم با شیوه زندگی آنها که با ایثار جان خود از شوگون‌سالاری رو به زوال حمایت می‌کردند و بوشیدو (اصول سامورایی) را حفظ می‌کردند، همدردی و آن را تحسین می‌کنند.»: ۲۳۸ 

## در رسانه
تصور غالب در مورد شینسنگومی‌ها با رمان کان شیموزاوا آغاز و پایان شینسنگومی (۱۹۲۸) شروع به تغییر کرد. علاوه بر این، پس از جنگ جهانی دوم، ارزیابی مجددی از تاریخ در بین ژاپنی‌ها صورت گرفت. مجموعه داستان‌های کوتاه در رمان تاریخ خونین شینسنگومی و رمان تاریخی ای شمشیر، بسوزان هر دو اثر شیبا ریوتارو (۱۹۲۳–۱۹۹۶) کمک قابل توجهی به محبوبیت شینسنگومی کردند و همدلی با شیوه زندگی شینسنگومی‌ها گسترش پیدا کرد. امروزه، شینسنگومی از طریق رسانه‌های مختلف مانند رمان‌های تاریخی، مانگا (کمیک‌های ژاپنی)، بازی‌های رایانه‌ای، فیلم‌ها یا سریال‌های تلویزیونی، داستان‌های مربوط به تصویر کشیده شده و مورد علاقهٔ مردم است.
در سال ۲۰۰۳، فیلمی با عنوان وقتی آخرین شمشیر کشیده می‌شود تولید شد. این فیلم پایان این گروه را به تصویر می‌کشد و چهره‌های تاریخی مانند هاجیمه سایتو نقش‌های مهمی را ایفا می‌کنند.
ایستگاه تلویزیونی ژاپنی ان‌اچ‌کی در سال ۲۰۰۴ شروع به پخش سریالی با عنوان شینسنگومی کرد. این سریال به بررسی تاریخ شینسنگومی می‌پردازد، اما به صورت داستانی نیز آن را گسترش می‌دهد.
در سال ۲۰۲۴، شرکت توئی یک درام تلویزیونی بر اساس مانگای شینسنگومی محصول ۱۹۶۳ نوشتهٔ اوسامو تزوکا، با عنوان: با تو شکوفا می‌شوم: وقایع‌نامه جوانان شینسنگومی با بازی اوکو تومویا و مائدا کنتارو در نقش‌های اصلی تولید کرد. داستان حول محور دو سرباز خیالی شینسنگومی، «فوکاکوسا کیوجورو» و «کاماگیری دایساکو»، می‌چرخد. «فوکاکوسا کیوجورو» پس از کشته شدن پدرش به دست افراد قلمرو چوشو، به شینسنگومی می‌پیوندد تا شمشیرزنی خود را بهبود بخشد و انتقام مرگ او را بگیرد. در آزمون ورودی، او با «کاماگیری دایساکو»، یک تازه‌وارد با مهارت‌های عالی شمشیرزنی، آشنا می‌شود. اگرچه این دو دوستی پرشوری برقرار می‌کنند، اما در چنگال روزگار گرفتارند و مقدر شده که یکدیگر را بکشند. این درام همچنین نسخه‌های داستانی شخصیت‌های تاریخی مانند ایسامی کوندو، توشیزو هیجیکاتا، سوجی اوکیتا، سانئوسوکه هارادا، هاجیمه سایتو، کامو سریزاوا و ریوما ساکاموتو را به نمایش می‌گذارد.

## جدول زمانی
وقایع در ارتباط با شینسنگومی در زیر به ترتیب زمان فهرست شده‌اند.

### سال سومبونکیو(۱۸۶۳)
- روشیگومی از ادو حرکت می‌کند.
- روشیگومی به کیوتو می‌رسد.
- روشیگومی به دو دسته تفکیک شده گروهی از آن به اطاعت از قلمرو آیزو درآمد و خود را میبو روشیگومی نامید.
- ایسامی کوندو یوشیئو تونوئوچی را با ضربه‌های چاقو به قتل رساند. این اولین ترور درون گروهی و پاکسازی شینسنگومی به‌شمار می‌آید.
- آیجیرو ساساکی ترور شد.
- سائه‌کی ماتاسابورو ترور شد.
- حادثه سومیا، در ماه ژوئن، کامو سریزاوا و گروهش در رستوران دوباره مست کردند. او در خشم ناشی از مستی، رستوران را ویران کرد.
- در ۲۵ سپتامبر، گروه سریزاوا مغازه پارچه‌فروشی یاماتویا را با توپی که آیزو-ماتسودایرا به او داده بود، به دلیل اینکه یاماتویا از دادن پول به او خودداری کرده بود، ویران کردند.
- در ۳۰ سپتامبر تغییر سیاسی روز هیجدهم ماه هشت. شینسنگومی برای محافظت از کاخ امپراتوری مستقر می‌شود.
- کامو سریزاوا و گورو هیرایاما در یک درگیری داخلی پاکسازی می‌شوند و جوسوکه هیراما فرار می‌کند (تئوری‌های دیگری نیز وجود دارد).
- نام واحد به «شینسنگومی» تغییر می‌کند.
- کنجی نوگوچی سپوکو انجام می‌دهد.

### سال چهارمبونکیو، سال اولگنجی(۱۸۶۴)
- اوچی‌یاما هیکوجیرو معاون دادرسی شهر اوساکا با ضربه‌های چاقو توسط شینسنگومی کشته شد.
- حادثه ایکه‌دایا
- حادثه آکه‌بونوتی بقایای افراد درگیر در حادثه ایکه‌دایا دستگیر شدند.
- حادثه کینمون شینسنگومی‌ها برای سرکوب سامورایی‌های شورشی قلمرو چوشو اعزام شدند.
- ناگاکورا شینپاچی، سایتو هاجیمه که از رفتار ایسامی کوندو ناراضی شده بودند، پنج قانون سوء رفتار را به ارباب آیزو، ماتسودایرا کاتاموری ارائه دادند.
- ایتو کاشیتارو و چند نفر دیگر به شینسنگومی پیوستند.

### ۱۸۶۵ سال دومگنجی، سال اولکیئو
- حادثه زنزای یا. توطئه ای برای تصرف قلعه اوساکا توسط بقایای حزب توسا کینو خنثی شد.
- کیسوکه یامانامی سپوکو انجام می‌دهد.
- شینسنگومی مقر خود را به معبد نیشی هونگان-جی منتقل می‌کند.
- چوجی ماتسوبارا درگذشت.

### سال دومکیئو(۱۸۶۶)
- حادثه تابلوی اعلانات سانجو. یک سامورایی قلمرو توسا که تابلوی اعلانات را از پل سانجو پایین کشیده بود، توسط شینسنگومی کشته و چند نفر دیگر دستگیر شدند.

### سال سومکیئو(۱۸۶۷)
- ۱۳ مرد از جمله کاشیتارو ایتو، هیسوکه تودو و هاجیمه سایتو گروه را ترک کردند تا گوریو اجی را تشکیل دهند.
- تصمیم گرفته شد که شینسنگومی به مقام شوگون‌سالاری ارتقا یابد.
- تاکدا کانریوسای با چاقو توسط شینسنگومی ترور شد.
- حادثه آبورانوکوجی. درگیری شینسنگومی با گوریو-اجی. ایتو کاشیتارو، هیسوکه تودو و دو نفر دیگر با ضربه‌های چاقو کشته شدند.
- حادثه تنمایا. نبرد با سربازان کایئنتای و ریکوئنتای.
- ایسامی کوندو توسط بقایای گوریو-اجی در کیوتو مورد اصابت گلوله قرار گرفت و به شدت مجروح شد.

### سال چهارم دوره کیئو، سال اولدوره میجی(۱۸۶۸)
- نبرد توبا-فوشیمی. یک عضو شینسنگومی در نبرد کشته شد.
- نبرد یودو سنریوماتسو. هفت عضو، از جمله فرمانده واحد ششم گنزابورو اینواوئه، در نبرد کشته شدند.
- نبرد هاشیموتو. چهار عضو در نبرد کشته شدند.
- سوسومو یامازاکی که در نبرد توبا-فوشیمی زخمی شده بودو احتمالاً در راه ادو در ناو جنگی ژاپنی فوجی یاما می‌میرد (نظریه‌های دیگری نیز وجود دارد).
- نبرد کوشو-کاتسونوما. دو نفر از اعضای سپاه شینسنگومی در عملیات کشته می‌شوند.
- شینپاچی ناگاکورا و سانئوسوکه هارادا و دیگران سپاه شینسنگومی را ترک کردند تا سیکیوتای را تشکیل دهند.
- ایسامی کوندو توسط ارتش امپراتوری دولتی جدید، محاصره و تسلیم می‌شود.
- شوگون‌سالاری سابق به شینسنگومی دستور داد تا ولایت کای را آرام کند و این سازمان به کویو چینبوتای تغییر نام داد.
- توشیزو هیجیکاتا به ارتش شوگون‌سالاری سابق می‌پیوندد.
- نبرد قلعه اوتسونومیا.
- ایسامی کوندو با گردن زدن در محوطه اعدام ایتاباشی اعدام می‌شود.
- سانئوسوکه هارادا می‌میرد (نظریه‌های دیگری نیز وجود دارد).
- نبرد گذرگاه بوناری
- ۱۳ نفر، از جمله فرمانده واحد سوم هاجیمه سایتو، در آیزو باقی ماندند.
- نیروهای سابق شوگون‌سالاری وارد شهر هاکوداته و گوریوکاکو شدند.

### سال دوم میجی (۱۸۶۹)
- تتسونوسوکه ایچیمورا از هاکوداته فرار می‌کند.
- توشیزو هیجیکاتا در نبردی در هاکوداته کشته شد.

تونومو سوما رئیس شینسنگومی می‌شود و شینسنگومی در بنتن دایبا تسلیم می‌شود.
تسلیم نیروهای سابق شوگون‌سالاری، پایان جنگ بوشین